# TC Mouras
A TC Mouras (TCM) é uma categoria de stock car disputada na Argentina e chancelada pela Associação de Pilotos de Turismo Carretera (ACTC). Essa categoria foi fundada em 2004 como uma divisão da TC Pista, inicialmente batizada de TC Pista División Top Race em sua primeira temporada, sendo uma categoria escola para a Top Race. Após a primeira temporada, a ACTC renomeou a categoria como TC Pista B, se tornando uma categoria escola para a TC Pista, tendo suas corridas majoritariamente disputadas no Autódromo Roberto Mouras, em La Plata. Devido a isso, a categoria foi rebatizada como TC Mouras.
Atualmente, a TC Mouras é a terceira categoria do escalão da ACTC, sendo passo prévio para competir a TC Pista e a Turismo Carretera, respectivamente. Anteriormente, essa posição no escalão era ocupado pela Turismo 4000 Argentino, que era chancelada pelo Automóvel Clube Argentino (ACA). Hoje, ambas as categorias compartilham do mesmo status no automobilismo argentino.

## História
A temporada de 2004 da TC Pista havia sido a temporada com maior número de pilotos inscritos em sua história, com 60 pilotos. Devido a este alto número, a ACTC decidiu dividir a TC Pista em dois torneios, a TC Pista A, que seria a categoria escola da Turismo Carretera, e a TC Pista División Top Race, que seria uma categoria escola para a Top Race (que na época era chancelada pela ACTC). Nessa primeira temporada, Luís Hernandez Júnior levou o primeiro título da categoria, com Matías Jalaf e Enrique Verde em segundo e terceiro lugar no campeonato, todos pilotando Ford Falcon.
Em 2005, a categoria foi renomeada como TC Pista B, se tornando uma categoria escola da TC Pista, tendo suas etapas disputadas - em sua maioria - no Autódromo Roberto Mouras, em La Plata. Ainda no mesmo ano, a categoria foi renomeada novamente, como TC Mouras (tanto devido ao nome do autódromo em que se disputa muitas categorias quanto pelo piloto Roberto Mouras, tricampeão da TC que morreu em um acidente em 1992 ). A temporada de 2005 foi levada por Juan Bautista de Benedictis, seguido de Pablo Buduba no vice-campeonato e Luis Enrique Maggini no terceiro lugar, todos pilotando Ford Falcon.
Em 2006, o título foi levado por Federico Alonso, pela Chevrolet - dando o primeiro título a marca na TC Mouras, seguido pelo vice-campeonato de Sebastián Ciprés, pela Ford e Matías Lopéz, pela Chevrolet. A temporada seguinte, em 2007, Mario Ferrando (Ford Falcon) conquistou o título da TC Mouras, seguido por Tomás Urretavizcaya (Ford Falcon) em segundo lugar e Julio Francischetti (Chevrolet Chevy) em terceiro lugar.
Em 2008, a ACTC decidiu criar a TC Pista Mouras, como uma categoria escola da TC Mouras, voltada para os pilotos recém saídos do kartismo e de categorias menores de fórmula na Argentina. A temporada de 2008 foi vencida por Mauro Giallombardo (Ford Falcon), seguido de Gastón Caserta (Torino Cherokee) em segundo lugar e Lucas Peduzzi (Torino Cherokee) na terceira colocação. A temporada seguinte, de 2009, foi vencida por Gastón Ferrante, com vice-campeonato de Cristian Dentella e terceiro lugar de Emmanuel Pérez Bravo, todos pilotando Chevrolet Chevy.
A temporada de 2010 foi marcada pela implementação da Copa Coroação (Copa Coronación), uma competição eliminatória nas últimas cinco etapas da categoria (da mesma forma que é feita na Turismo Carretera como a Copa de Ouro e na TC Pista como Copa de Prata). O primeiro campeão da categoria nesse formato foi Pedro Gentile (Chevrolet Chevy), tendo como vice-campeão Nicolás Bonelli (Ford Falcon) e Santiago Mangoni (Chevrolet Chevy) em terceiro lugar.
Na temporada 2011, a ACTC começou a realizar competições de pilotos convidados (nos quais, majoritariamente, são pilotos da Turismo Carretera) em três etapas da categoria ao longo da temporada. Em sua primeira edição, o torneio de pilotos convidados foi vencido por Cristian Di Scala (principal) e Jonatan Castellano (convidado), pilotando um Dodge Cherokee. A temporada regular foi vencida por Gastón Crusitta (Chevrolet Chevy), seguido de Cristian Di Scala (Dodge Cherokee) em segundo lugar e Gastón Bianchi (Ford Falcon) em terceiro lugar.
Em 2012, a temporada regular foi vencida por Juan José Ebarlín (Chevrolet Chevy), após tanto marcar mais pontos na etapa regular quanto vencer a Copa Coroação, seguido por Franco de Benedictis (Ford Falcon) e Nicolás Pezzucchi (Dodge Cherokee) em segundo e terceiro lugar, respectivamente. O torneio de pilotos convidados foi conquistado por Nícolas Pezzucchi, Leonardo Paoltini (principais) e Jonatan Castellano (convidado, se tornando bicampeão do torneio), pilotando um Dodge Cherokee.
A temporada de 2013 foi vencida por Alan Ruggiero (Ford Falcon), com três vitórias no ano e maior pontuação na etapa regular do campeonato, levando a Copa Coroação também, tendo como vice-campeão William Aktinson (Ford Falcon) e Diego Verriello (Dodge Cherokee) em terceiro lugar. O torneio de pilotos convidados foi conquistado por William Aktinson (principal) e José Savino (convidado), pilotando um Ford Falcon.
Em 2014, Pedro Gentile (Chevrolet Chevy) leva o título, se tornando o primeiro multicampeão da categoria. Marcos Muchiut (Ford Falcon) foi o vice campeão da categoria e Joel Gassman (Ford Falcon) terminou o campeonato em terceiro lugar. O torneiro de pilotos convidados foi conquistado por Marcos Muchiut (principal) e Mariano Werner (convidado), pilotando um Ford Falcon.

## Marcas
- Ford - Ford Falcon
- Chevrolet - Chevrolet Chevy
- Dodge - Dodge Cherokee
- Torino - IKA Torino Cherokee

### Títulos por marca
| Marcas  |   |   |   |   |
| Títulos | 8 | 2 | 8 | 2 |

## Campeões
| Ano  | Piloto                      | Automóvel       |
| ---- | --------------------------- | --------------- |
| 2004 | Luis Hernández Junior       | Ford Falcon     |
| 2005 | Juan Bautista De Benedictis | Ford Falcon     |
| 2006 | Federico Alonso             | Chevrolet Chevy |
| 2007 | Mario Ferrando              | Ford Falcon     |
| 2008 | Mauro Giallombardo          | Ford Falcon     |
| 2009 | Gastón Ferrante             | Ford Falcon     |
| 2010 | Pedro Gentile               | Chevrolet Chevy |
| 2011 | Gastón Crusitta             | Chevrolet Chevy |
| 2012 | Juan José Ebarlín           | Chevrolet Chevy |
| 2013 | Alan Ruggiero               | Ford Falcon     |
| 2014 | Pedro Gentile               | Chevrolet Chevy |
| 2015 | Julián Santero              | Chevrolet Chevy |
| 2016 | Juan Catalán Magni          | Ford Falcon     |
| 2017 | Facundo Della Motta         | Chevrolet Chevy |
| 2018 | Germán Todino               | Ford Falcon     |
| 2019 | Marcos Landa                | Torino Cherokee |
| 2020 | Christian Iván Ramos        | Torino Cherokee |
| 2021 | Marcos Quijada              | Dodge Cherokee  |
| 2022 | Rudi Bundziak               | Chevrolet Chevy |
| 2023 | Jeremías Scialchi           | Torino Cherokee |

### Campeonato de Pilotos Convidados
| Ano  | Piloto convidado            | Pilotos titulares                   | Automóvel      |
| ---- | --------------------------- | ----------------------------------- | -------------- |
| 2011 | Jonatan Castellano          | Cristian Di Scala                   | Dodge Cherokee |
| 2012 | Jonatan Castellano          | Nicolás Pezzucchi Leonardo Palotini | Dodge Cherokee |
| 2013 | José Savino                 | William Brian Atkinson              | Ford Falcon    |
| 2014 | Mariano Werner              | Marcos Muchiut                      | Ford Falcon    |
| 2015 | Juan Bautista De Benedictis | Claudio Di Noto Rama                | Ford Falcon    |
| 2016 | Omar Martínez               | Juan José Suárez                    | Ford Falcon    |
| 2017 | Nicolás Pezzucchi           | Andrés Jakos                        | Dodge Cherokee |
| 2018 | Damián Markel               | Luis José Di Palma                  | Ford Falcon    |

## Ver Também
- Turismo Carretera
- TC Pista
- TC Pista Mouras